# Marc Martí Totxo
Marc Martí Totxo   (Alaior, 14 de maig de 1531 (Gregorià) - Ciutadella de Menorca, 14 de novembre de 1617) va ser un teòleg, Paborde de Menorca.

## Biografia
Nascut en una família benestant, Marc Martí va estudiar teologia i es va llicenciar el 1557 per la Universitat de València.
Amb l'assalt a Ciutadella de Menorca per part de la flota otomana liderada per Pialí Baixà l'any 1558, el conegut com any de sa desgràcia part de la seva família és deportada a Constantinoble.
L'any 1560 Marc Martí va ser nomenat a la Universitat de Menorca per promoure peticions al Rei Felip II, i de la mateixa manera l'any 1563 va viatjar a la capital otomana, Constantinoble, per negociar l'alliberament d'uns 4.000 presoners de Menorca. A Constantinoble aconseguí, amb moltes dificultats, alliberar a uns vuitanta presoners. Durant l'acció va ser acusat d'espia i empresonat, però va aconseguir fugir. Marc Martí va tornar a Espanya a principis de 1565.
El Rei Felip II el va reconèixer pels seus serveis nomenant l'any 1565 a Marc Martí Totxo Paborde de Menorca, i esdevingué la màxima autoritat de l'illa, que aleshores pertanyia a la Diòcesi de Mallorca. En els anys següents, Marc Martí es va convertir en una de les figures més importants de l'Església Catòlica Romana a Menorca. A més de Paborde i rector de Santa Maria de Ciutadella, també fou comissari insular de la Inquisició i Vicari General del bisbe de Mallorca.
Amb motiu del tercer centenari de la seva mort, l'any 1917, el municipi d´Alaior el va nomenar Fill Il·lustre, i va adquirir un quadre a l'oli que el representa i que es troba al saló de plens de l'Ajuntament d´Alaior.